# Vervreemding
Vervreemding is een proces waarbij mensen zich niet meer zichzelf voelen, omdat ze het idee hebben geen invloed te kunnen uitoefenen op de ontwikkelingen. Het begrip is onder meer uitgewerkt in de filosofie, psychologie, sociologie, theologie, rechtsgeleerdheid en politieke economie, zodat er onder de noemer 'vervreemding' uiteenlopende concepten zijn ontstaan. 

## Vervreemdingstheorieën
Het begrip vervreemding is in de zeventiende eeuw beschreven door de filosoof Descartes, en werd eind 18e eeuw door de Duitse filosoof Georg Wilhelm Friedrich Hegel uitgewerkt als antropologisch probleem. De Jong-Hegelianen namen Hegel's concept over, met name Ludwig Feuerbach en Karl Marx bouwden erop voort: arbeiders leggen hun kracht en vermogen buiten zichzelf in plaats van in zichzelf, net als gelovigen dit in een religie doen. In de jaren 1960-70 kwam empirisch werk op de voorgrond, waarna de normatieve zeggingskracht van het begrip in filosofie en sociologie afnam. In het postmodernisme werd de vraag gesteld of het begrip nog toegepast kan worden, vanaf 2000 werden weer nieuwe theorieën ontwikkeld.

### Marx
Vervreemding was voor Marx een kenmerkend gevolg van het kapitalisme. Marx veranderde het van een filosofisch fenomeen, waar individuen direct invloed op hebben, in een sociaal fenomeen. In vroege werken als de Parijse manuscripten zag hij religieuze, politieke en economische vervreemding, waarbij de laatste voor hem de belangrijkste is omdat hierin de vervreemding door arbeid is vervat. De mens was voor Marx een makende mens, homo faber, waarbij arbeid de belangrijkste vorm van zelfactualisering was. Door verregaande arbeidsdeling veranderde echter de aard van arbeid en werd het tegenovergestelde teweeggebracht, met ontmenselijking tot gevolg. Vervreemding (Entfremdung of Entäußerung) treedt op wanneer het product van arbeid niet eigen is, in economische zin: arbeidskracht wordt in het kapitalisme verkocht als een waar, waarna het product wordt 'onteigend' door de kapitaalbezitter, die de meerwaarde als winst incasseert of herinvesteert. Arbeid geeft dan geen bevrediging meer, geen idee van controle over de materie. De vervreemding uit zich in de aanbidding van een zelfgeschapen macht buiten de mens, zij het in de vorm van religie, de opium van het volk of als warenfetisjisme. In latere jaren zou Marx kiezen voor preciezere en politiek effectievere termen als uitbuiting.
Volgens Marx stamt de vervreemding uit het verschil tussen de arbeiders en de kapitalisten, binnen de kapitalistische productiewijze en was het niet antropologisch zoals Hegel stelde, maar historisch. Marx ziet de arbeider slechts als een product en niet meer als een mens; als schakel in het productieproces waarbij hij zelf geen inspraak heeft.
Vervreemding kan op verschillende gebieden plaatsvinden:
- De arbeider heeft geen controle over het productieproces, maar wordt gecontroleerd door de kapitalist. De arbeider kan alleen maar zijn arbeidskracht aanbieden op de markt.
- Doordat de arbeider slechts een middel is en geen controle heeft over het arbeidsproces, gaat een groot deel van de meerwaarde naar de kapitalist en heeft hij ook geen inspraak op de productiewijze. Hierdoor is het arbeidsproces een sleur en verliest de arbeider de arbeidsvreugde.
- Ook is hij vervreemd van de maatschappij als geheel. Vroeger draaide alles rond sociale relaties, maar nu is louter het financieel aspect belangrijk.
- De creatieve bezigheid in het arbeiden gaat eveneens verloren. De arbeider is geen homo faber, maar moet zich schikken naar de wil van de kapitalist.

Niet-marxistische sociologen zien vervreemding als een eigenschap van de samenleving of van de mens als zodanig, met als oorzaken technologische rationalisering en bureaucratisering, verschijnselen die zich in elke samenleving systematisch ontwikkelen en waaraan niet te ontkomen is. Marxisten zien vervreemding als iets dat een oorzaak heeft, de private eigendom, een oorzaak die kan worden weggenomen door een actieve houding van arbeiders die deze toestand niet accepteren.

### Seeman
Deze veralgemeniseringen werden vanaf de jaren 1960 ter discussie gesteld, er is geprobeerd het begrip te nuanceren en te differentiëren. Belangrijke bijdragen hierbij zijn van de hand van Durkheim met zijn verwante begrip anomie en van Seeman, die het vraagstuk systematisch-empirisch benaderde en op vijf varianten van vervreemding komt:
- machteloosheid: het idee dat een onpersoonlijk systeem voorkomt dat het eigen gedrag invloed heeft op de uitkomsten of beloningen die worden gezocht;
- zinloosheid: het functioneren van de sociale organisatie wordt niet begrepen. De gevolgen van het eigen handelen zijn niet te voorspellen of te begrijpen;
- normloosheid: doordat de heersende waarden en normen niet toereikend zijn om gestelde doelen te bereiken, wordt ervan uitgegaan dat sociaal afgekeurd gedrag vereist is om deze doelen te bereiken, een uitwerking van het anomiebegrip door Merton;
- isolement: de eigen waarden en motivaties komen los te staan van de doelen en opvattingen in de maatschappij;
- zelfvervreemding: niet de directe beloning, plezier of zelfontplooiing staan centraal, maar externe druk of beloning.

Seeman constateert in empirische onderzoeken samenhangen tussen sociale (in-)activiteit, organisatorische betrokkenheid en vervreemding.

### Blauner
Blauner bouwde voort op Seeman en onderzocht het fenomeen vervreemding bij drukkerijen, de textielindustrie, de automobielindustrie en de chemische procesindustrie. Hij zag bij de ambachtelijke drukkerijen en de chemische industrie minder vervreemding dan bij de andere twee bedrijfstakken. Verder beschouwde hij machteloosheid, zinloosheid, isolement (met daarin inbegrepen de normloosheid van Seeman) en zelfvervreemding als de belangrijkste aspecten van vervreemding in de moderne industrie. Hij keek daarbij naar technologie, werkverdeling, sociale organisatie en economische structuur.

### Kritiek
Kritiek op deze benaderingen is dat de subjectieve situatie kan verschillen van de werkelijke objectieve situatie. Het idee dat men niet in staat is tot ingrijpen, kan in werkelijkheid in ieder geval ten dele onjuist zijn. De objectieve verwijdering kan dus kleiner zijn dan de subjectieve. Echter, zodra er sprake is van een subjectieve verwijdering, heeft dit invloed op de relatie en is er ook in objectief opzicht sprake van verwijdering.

### Recente theorieën
De Amerikaanse socioloog Sennett onderzoekt een bedrijfscultuur die hij flexibel kapitalisme noemt, als verwijzing naar een van de belangrijkste waarden binnen dit systeem. Het vermogen om altijd en overal te kunnen werken, onafhankelijk van formele en hiërarchische structuren. Sennett toetst zijn hypothesen aan empirische data en constateert dat werknemers afstand ervaren tussen de eigen waarden en normen in het privéleven en die van het bedrijfsleven. Het nieuwe kapitalisme heeft volgens hem als gevolg dat mensen zich overbodig, te min of ondeskundig voelen.
Volgens de Duitse filosoof Honneth is in het kapitalisme de reïficatie volgens Marx een tweede natuur van de mens geworden. Om in de moderne maatschappij te kunnen functioneren moet een mens zich afstandelijk opstellen tot de medemens, alsof de ander een middel is voor eigen nutsmaximalisatie. Met zijn theorie geeft Honneth een sociaal-filosofische fundering geven voor verstoorde intermenselijke verhoudingen.
Professor Jaeggi, leerling van Honneth, vertaalt het klassieke begrip vervreemding naar het heden met een vernieuwde definitie: Beziehung der Beziehungslosigkeit, de verhouding tot het bindingsloos zijn. Mensen die van zichzelf vervreemd zijn, ervaren zichzelf als passief wezen in een wereld waarop ze geen invloed hebben, vervreemd zijn verhindert een leven in vrijheid. Het zelf is echter geen op zichzelf staand wezen maar bestaat uit verhoudingen tot zichzelf en tot de wereld rondom. Voor een geslaagde verhouding tot het zelf en de wereld moet een individu zichzelf begrijpen als een actief wezen dat de vrijheid heeft zichzelf en de wereld rondom mede vorm te geven. Het zijn niet factoren van buiten of de anderen die het individu vormgeven.

## Juridische context
In de juridische context heeft vervreemding een andere betekenis. Het werkwoord vervreemden betekent dat de eigendom van een juridisch goed door de eigenaar wordt overgedragen aan een ander. Hieronder vallen onder meer verkoop, ruil, schenking, vernietiging en restitutie.

## Andere contexten
- Een opvoedkundig-psychologische context: vervreemding van het kind tegenover een ouder. Alienation in de Engelstalige vakterm parental alienation syndrome (PAS).
- Bij toneelspel is vervreemding een term uit het episch theater, waarbij de theatermaker ernaar streeft de inleving van de toeschouwer in datgene wat op het toneel gebeurt te verstoren, het Verfremdungseffekt van Bertolt Brecht. Een voorbeeld is het doorbreken van de vierde wand. Deze vervreemding wordt ook toegepast bij film.